# Palais royal de Carditello
Le palais royal de Carditello (Reale tenuta di Carditello en italien), est une maison de maître qui se trouve à San Tammaro, dans la province de Caserte, dans la région Campanie en Italie.
Il a appartenu aux Bourbons des Deux-Siciles. Depuis décembre 2014, la propriété est gérée par le pôle muséal de Campanie.

## Description
La propriété de Carditello occupe une vaste portion, en partie marécageuse, de la plaine délimitée au nord par le fleuve Volturno, à l'est par le mont Tifata (it), au sud par l'ancien fleuve Clanio, de nos jours Regi Lagni (it), et à l'ouest par la mer Tyrrhénienne. Elle se trouve à environ 4 km à l'ouest des maisons de San Tammaro, à mi-chemin entre Naples et Caserte.
Il s'agit d'un complexe bâti sobre et élégant de style néoclassique.
En 2016, le palais est fermé pour restauration.

## Historique[1]
Le nom de Carditello vient de Carduetum, cardueti, car le lieu était infesté de chardons.
La Reggia di Carditello était au départ destinée à Charles III comme lieu pour la chasse et l'élevage de chevaux.
Elle a été transformée par volonté de Ferdinand Ier en ferme modèle pour la culture du blé et l'élevage de chevaux et de bovins. Elle accueillait ainsi une exploitation agricole dynamique, bien conçue dans les infrastructures des bâtiments, et bien organisée. Elle était immergée dans une vaste propriété composée de bois, de prés et de terres arables, sur une surface d'environ 6 305 muids de Capoue (moggia capuane), soit environ 2 100 hectares.
Carditello était qualifié de « délice royal » (Reale Delizia) car, en plus de sa fonction de ferme, il offrait un séjour agréable au roi et à sa cour, grâce aux parties de chasse permises par les nombreux bois riches en gibier.
Le bâtiment a été construit par l'architecte Francesco Collecini (it), élève et collaborateur de Luigi Vanvitelli. La place, de forme circulaire, est enjolivée de fontaines, d'obélisques et d'un petit temple circulaire. Elle servait de manège pour les chevaux.
En 1920, les immeubles et l'ameublement passèrent des domaines de l'État à une œuvre d'aide aux anciens combattants de la Première Guerre mondiale, l'Opera Nazionale Combattenti (it). Les 1 hectares de la propriété d'alors sont divisés en lots et vendus, à l'exception du bâtiment central et de 15 hectares alentour. Pendant la Seconde Guerre mondiale, ils sont occupés par les troupes allemandes, puis par les troupes américaines. Après-guerre, ils intègrent le patrimoine du Consortium général de bonification du bassin inférieur du Volturno.
Le 27 janvier 2011, le tribunal di Santa Maria Capua Vetere décide de la vente du complexe monumental pour le prix de départ de 1 euro. De 2011 à 2013, la Regia est surveillée par un volontaire, Tommaso Cestrone, qui se bat en même temps pour que les pouvoirs publics rachètent l'ensemble. Surnommé l'« ange de Carditello », il y meurt la nuit de Noël 2013. Cette histoire est racontée dans le film Bella e perduta de Pietro Marcello. En 2014, le complexe passe effectivement entre les mains du Ministère des Biens et Activités culturels et du Tourisme.

## Galerie

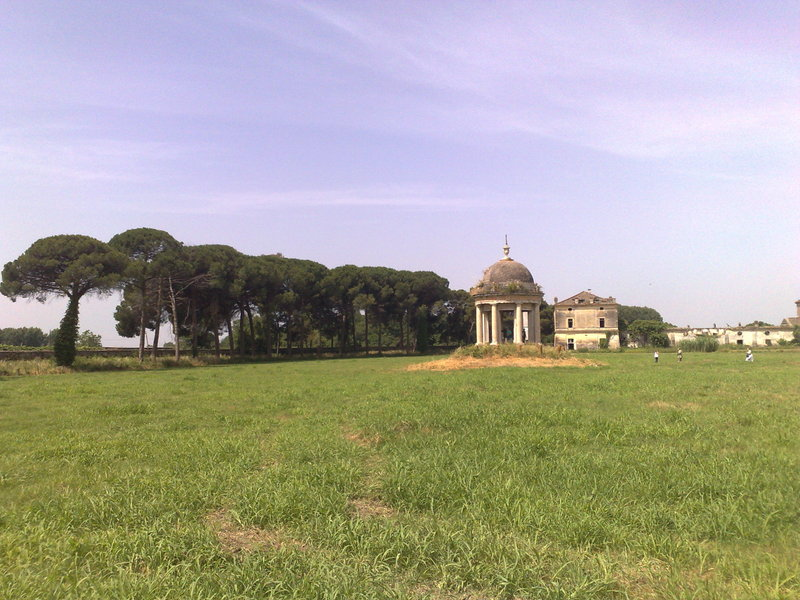
Parc
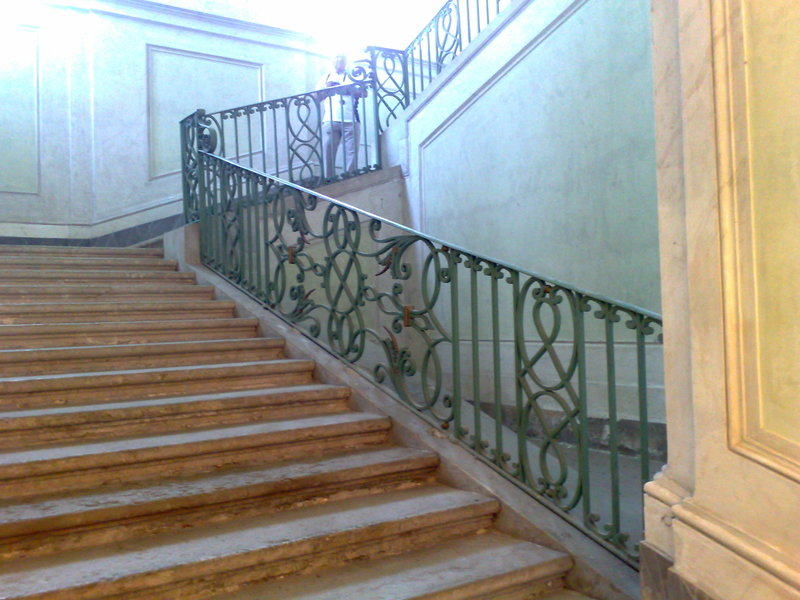
Grand escalier
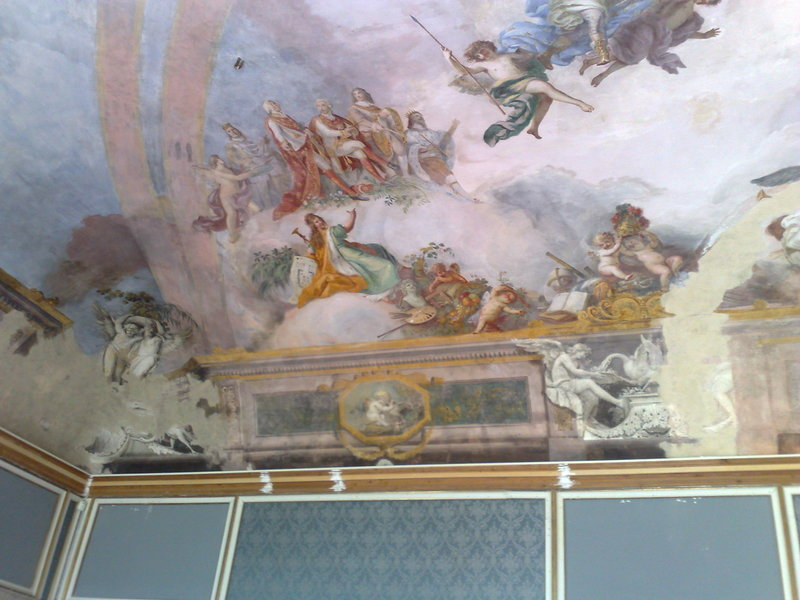
Plafond du salon
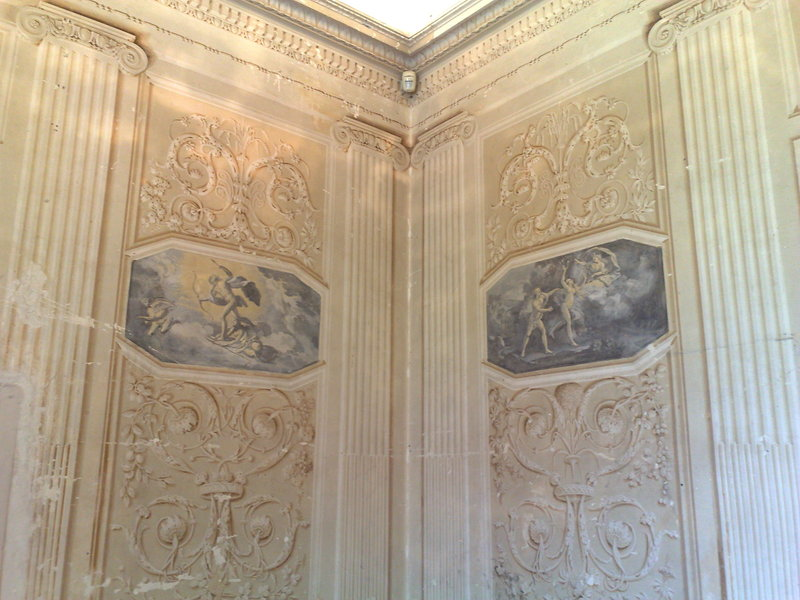
Salle décorée de fresques
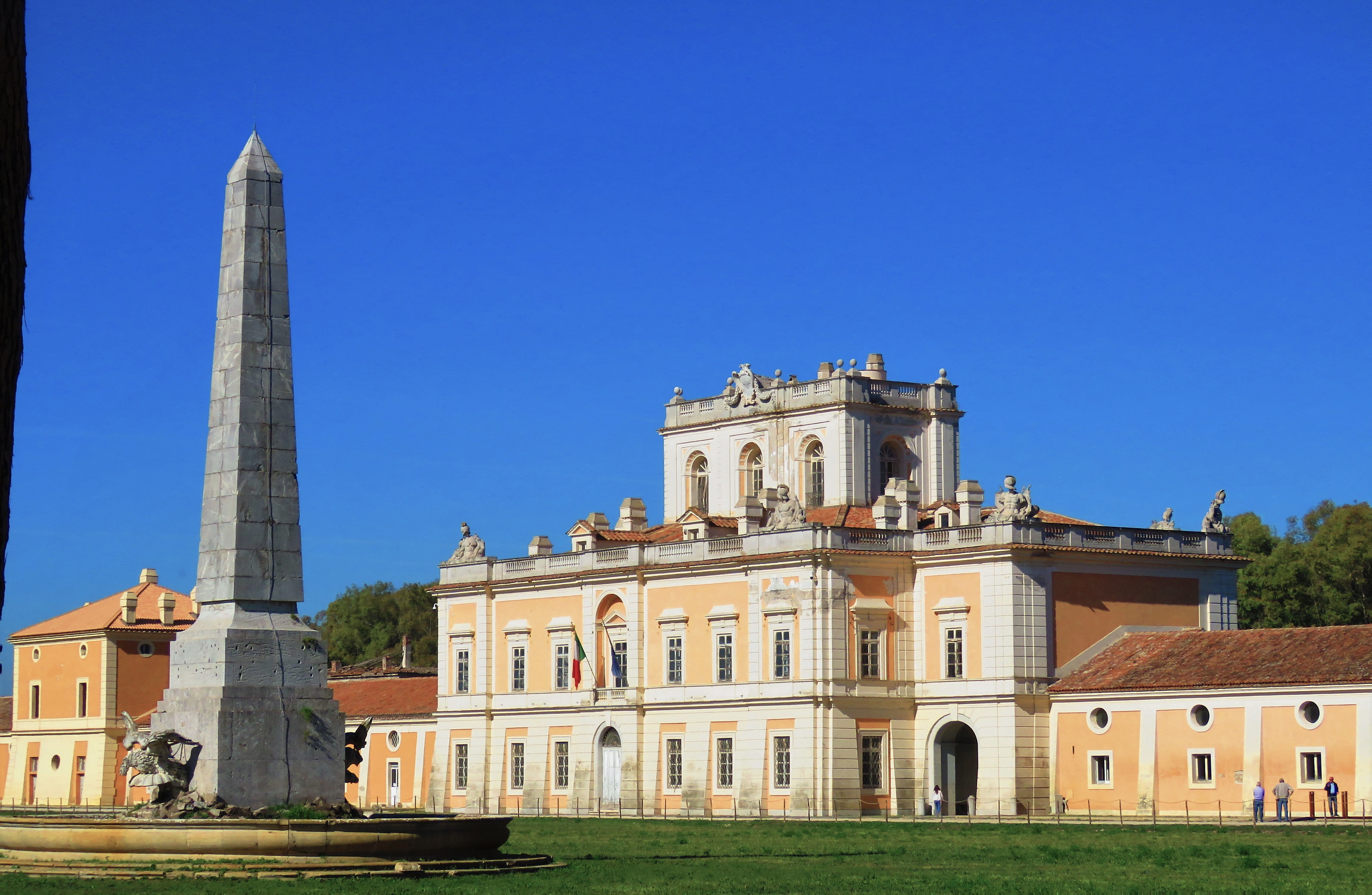
Obélisque devant la façade
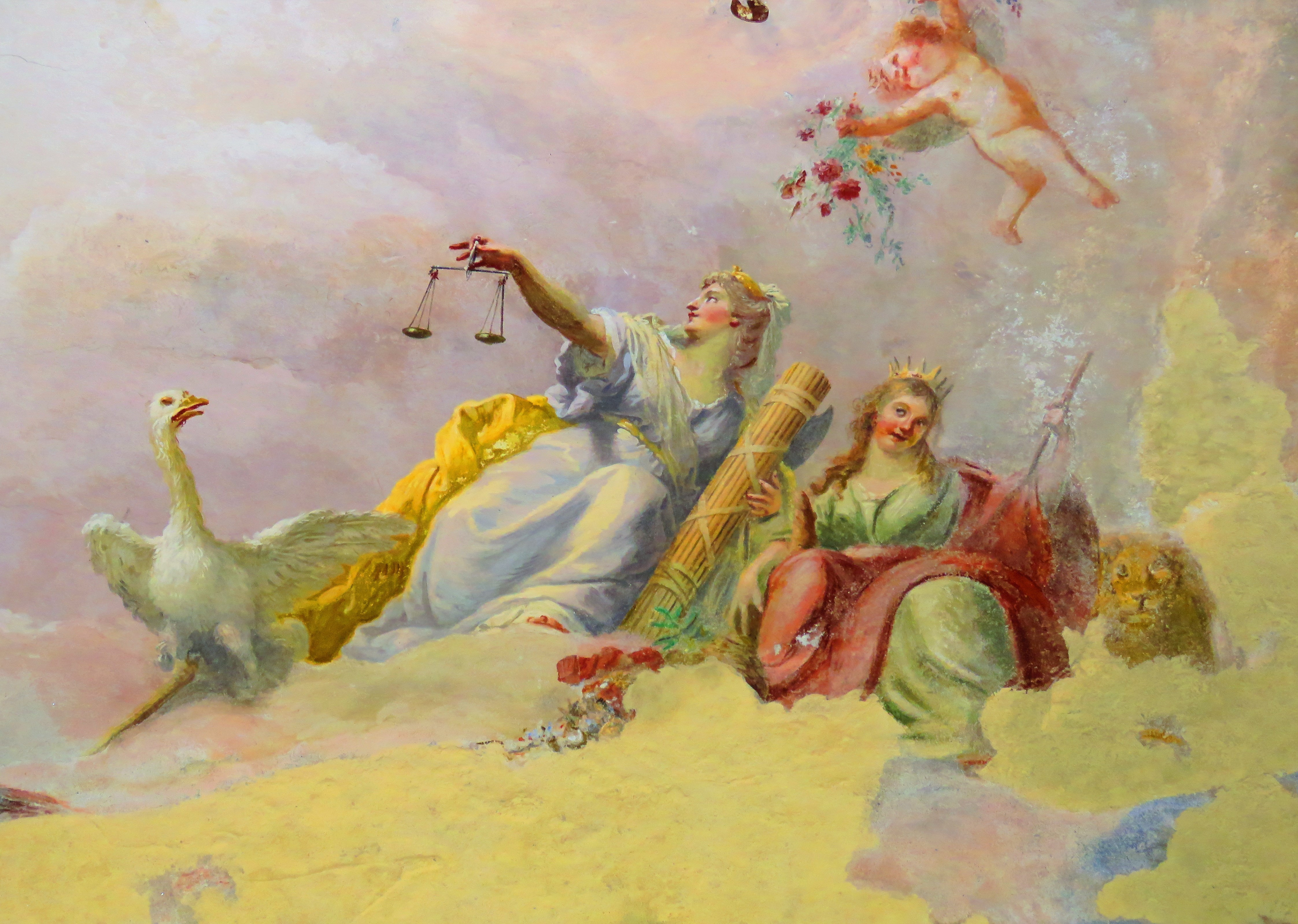
Fresque
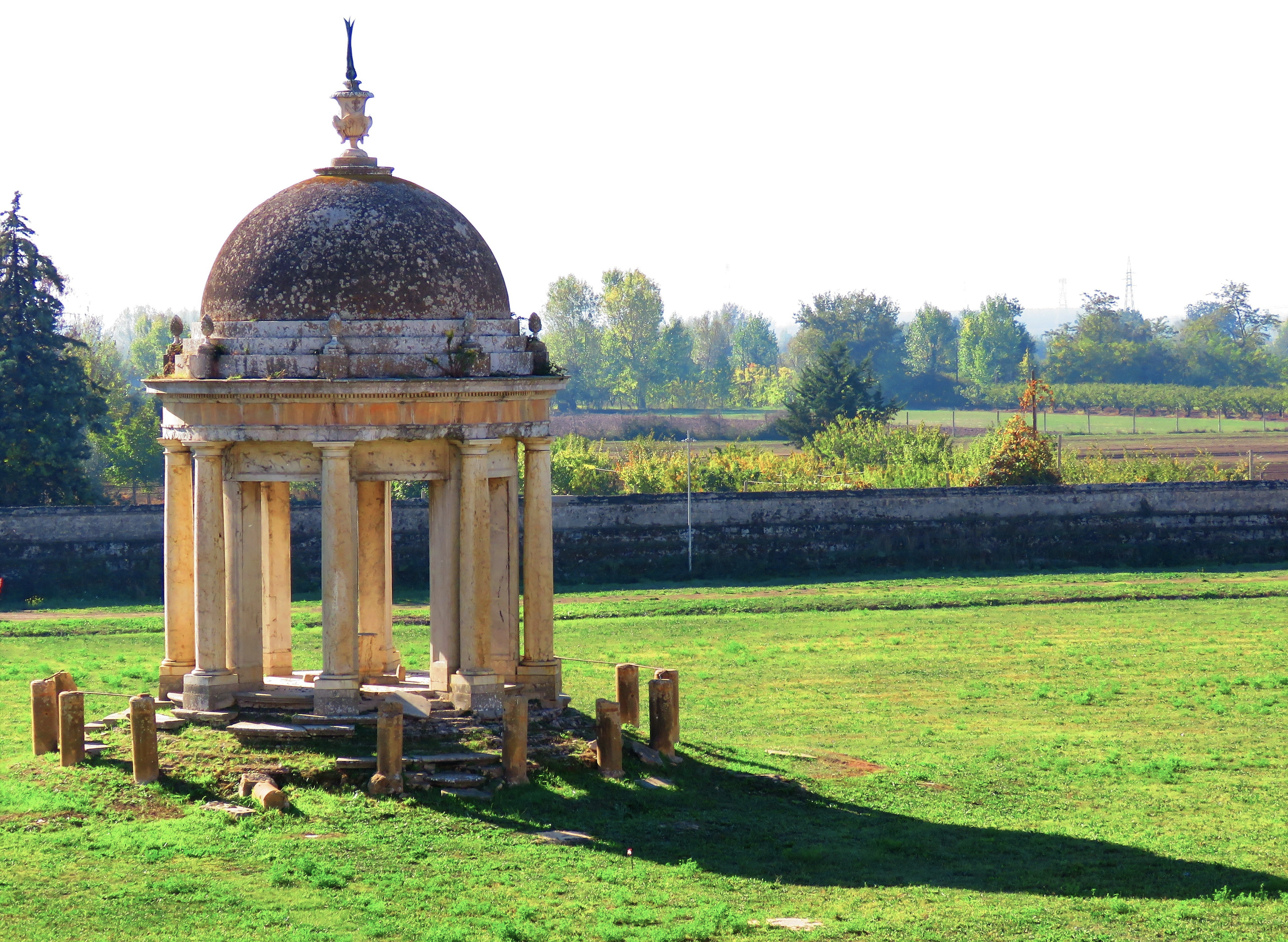
Gazebo dans le parc